# 엔리케 카프릴레스 라돈스키
엔리케 카프릴레스 라돈스키(스페인어: Henrique Capriles Radonski)는 베네수엘라의 법률가이자 정치인이다. 2000년부터 2008년까지 바루타 시의 시장을 지냈으며, 2008년부터 2012년까지 미란다 주 주지사를 지냈다. 카프릴레스는 지난 2008년 미란다 주 주지사 선거에서 디오스다도 카베요(Diosdado Cabello) 전 부통령을 누르고 당선되었다. 2012년 대선의 후보로 결정되었으며, 10월 7일 열린 대선에서 4선을 노린 우고 차베스(Hugo Chávez)와 대결하게 되었으나, 낙선하였다. 중도우파 정당인 정의제일당의 일원이다.

## 약력
엔리케 카프릴레스는 1972년 7월 11일 카라카스에서 엔리케 카프릴레스 가르시아(Henrique Capriles García)와 모니카 크리스티나 라돈스키 보체네크(Mónica Cristina Radonski Bochenek)사이에서 태어났다. 아버지는 쿠라사우에서 온 셰파르딤계 유태인이며, 가톨릭 신자이다. 어머니도 아버지와 마찬가지로 유태인이며, 러시아와 폴란드 등지에서 살다가 제2차 세계대전 때 베네수엘라로 온 사람이다. 그의 외조부모는 트레블링카 구제 캠프에서 사망하였다.
카프릴레스의 외할머니인 릴리 보체네크 데 라돈스키(Lili Bochenek de Radonski)는 바르샤바 게토에서 20개월 동안 수감 생활을 하였다. 외할아버지인 안드레스 라돈스키(Andrés Radonski)는 폴란드에서 영화인으로 일하다가 1947년 베네수엘라로 이주하였다.
카프릴레스는 2004년 스스로를 독실한 가톨릭 신자라고 주장했다. 그는 2008년 미란다 주 주지사 선거에서 예수가 거대한 영웅이라고 주장했다.
카프릴레스는 안드레스 베요 기독교 대학에서 법률학을 전공했다. 그밖에 그는 베네수엘라 중앙 대학교에서 공부했다.

### 시장 ~ 주지사
정의제일 소속 정치인으로, 카프릴레스는 2000년 바루타 시 시장 선거에서 당선되었다. 그 후 2004년 79%의 득표율로 텔레노벨라 배우 출신의 차비스타 정치가 시몬 페스타나(Simón Pestana)를 누르고 재선에 성공하였다.
2008년 시장직에서 물러났으며, 그 해에 미란다 주 주지사 선거에 출마, 디오스다도 카베요를 누르고 당선되었다. 그는 2012년까지 주지사로 재임했다.

### 2012년 대통령 선거
2012년, 대통령 선거의 야당 후보로 선출되었다. 국민여론조사에서 차베스가 카프릴레스를 앞섰지만, 다른 조사에서는 카프릴레스가 차베스를 앞섰다.
지난 1999년 살라스 후보를 누르고 당선된 차베스는 복지 정책을 실시하여 국민들의 큰 지지를 얻었지만, 강경 좌파 정책으로 반대파들이 집결하였다. 라돈스키는 차베스를 "늙고 병들었다"고 주장했으며, 현 정권 하에서 일어난 빈곤, 부패, 범죄 등을 해결하겠다고 목소리를 높였다.
그는 기업에 우호적인 정책을 펴되, 사회복지를 확대하는 정책을 공약으로 내걸었다.
카프릴레스는 중산층과 여성들의 지지를 얻고 있으며, 루이스 이나시우 룰라 다 시우바 前 브라질대통령의 중도노선을 추구하고 있다.
차베스와 대결하였으나, 낙선하였다.

## 역대 선거 결과
| 선거명      | 직책명              | 대수 | 정당         | 득표율 | 득표수      | 결과 | 당락               |
| ----------- | ------------------- | ---- | ------------ | ------ | ----------- | ---- | ------------------ |
| 2008년 선거 | 미란다 주지사       | 36대 | 정의제일당   | 53.11% | 583,795표   | 1위  | 미란다 주지사 당선 |
| 2012년 선거 | 베네수엘라의 대통령 | 59대 | 민주통일원탁 | 44.31% | 6,591,304표 | 2위  | 낙선               |
| 2012년 선거 | 미란다 주지사       | 36대 | 정의제일당   | 51.83% | 583.660표   | 1위  | 미란다 주지사 당선 |
| 2013년 선거 | 베네수엘라의 대통령 | 60대 | 민주통일원탁 | 49.12% | 7,363,980표 | 2위  | 낙선               |